# Janin Stenzel
Janin Stenzel (* 10. Dezember 1983 in Ost-Berlin, DDR) ist eine deutsche Schauspielerin, Synchronsprecherin sowie Hörspielsprecherin und Hörbuchsprecherin.

## Leben und Karriere
Ihre Kindheit erlebte Stenzel erst in Berlin-Niederschönhausen und, nach dem Umzug mit ihren Eltern vor die Tore Berlins, im brandenburgischen Hönow. In der Nachbargemeinde Neuenhagen besuchte sie das Einstein-Gymnasium, das sie mit dem Abitur abschloss.
Ein erstes Studium der französischen Philologie an der FU Berlin, in dem vorübergehenden Bestreben, Dolmetscherin zu werden, brach sie bald ab und wechselte im Jahr 2006 nach Potsdam an die Hochschule für Film und Fernsehen „Konrad Wolf“ Potsdam-Babelsberg. Noch während ihrer Studienzeit in der Medienstadt Babelsberg wurde ihr im Juni 2009 beim Schauspielschultreffen in Zürich, gemeinsam mit sechs Kommilitonen, der Ensemble-Preis verliehen. Im Jahr 2010 absolvierte Stenzel ihr Schauspielstudium Medienspezifisches Schauspiel in Babelsberg mit Diplom.
Eine mehrjährige, außerhochschulische Gesangsausbildung mit Chorgesang, die sie bei Sarah Kaiser erhielt, hatte sie im Jahr zuvor abgeschlossen. Stenzel bildete sich darüber hinaus in verschiedenen Schauspielseminaren methodisch weiter. Hierfür besuchte sie die master classes von Bernard Hiller in Köln (2012), Nancy Bishop in London (2015) und Eduardo Milewicz in Rio de Janeiro (2016).
Ihre Engagements als Theaterschauspielerin führen sie u. a. nach Oldenburg, Graz, Porvoo bei Helsinki, Basel, Paris, London und Wiesbaden. Von ihren Filmen ist der mit dem First Steps Award 2014 ausgezeichnete Die Menschenliebe wegen seiner sozialen Relevanz hervorzuheben.
Vorrangig ist Stenzel als Synchronsprecherin tätig. In vielen Filmen ist sie die deutsche Stimme von Claire Foy, Zoe Kazan, Jena Malone, Mia Wasikowska und Shailene Woodley. Daneben wirkt Stenzel als Rezitatorin an Hörbuchproduktionen mit, wie zum Beispiel von den ersten drei Teilen der Romanreihe Die Bestimmung von Veronica Roth.

## Synchronarbeiten (Auswahl)
Zoe Kazan
- 2012: Ruby Sparks – Meine fabelhafte Freundin als Ruby Sparks
- 2013: The Pretty One als Laurel/Audrey
- 2013: The F-Word – Von wegen nur gute Freunde! als Chantry
- 2015: Die Wahlkämpferin als Leblanc
- 2017: The Big Sick als Emily
- 2017–2019: The Deuce (Fernsehserie) als Andrea Martino
- 2018: The Ballad of Buster Scruggs als Alice Longabaugh
- 2019: The Kindness of Strangers – Kleine Wunder unter Fremden als Clara

Jena Malone
- 2013: Die Tribute von Panem – Catching Fire als Johanna Mason
- 2014: Inherent Vice – Natürliche Mängel als Hope Harlingen
- 2014: Die Tribute von Panem – Mockingjay Teil 1 als Johanna Mason
- 2015: Die Tribute von Panem – Mockingjay Teil 2 als Johanna Mason
- 2016: The Neon Demon als Ruby
- 2018: Ein ganz gewöhnlicher Held als Myra

Shailene Woodley
- 2014: Die Bestimmung – Divergent als Beatrice „Tris“ Prior
- 2015: Die Bestimmung – Insurgent als Beatrice „Tris“ Prior
- 2016: Die Bestimmung – Allegiant als Beatrice „Tris“ Prior
- 2016: Snowden als Lindsay Mills
- 2018: Die Farbe des Horizonts als Tami Oldham
- 2019: Love Again – Jedes Ende ist ein neuer Anfang als Daphne

Mia Wasikowska
- 2010: The Kids Are All Right als Joni
- 2011: Restless als Annabel Cotton
- 2013: Stoker als India Stoker
- 2013: Only Lovers Left Alive als Ava
- 2016: The Double als Hannah

Claire Foy
- 2011: Gelobtes Land (Fernsehserie) als Erin Matthews
- 2015: Wölfe (Fernsehserie) als Anne Boleyn
- 2018: Unsane – Ausgeliefert als Sawyer Valentini
- 2018: Aufbruch zum Mond als Janet Armstrong

Sophie Turner
- 2013: Another Me – Mein zweites Ich als Fay/Layla
- 2015: Secret Agency – Barely Lethal als Heather/Agent 84

### Filme
- 2009: A Serious Man als Sarah Gopnik für Jessica McManus
- 2009: Sin nombre als Martha Marlene für Diana García
- 2011: Tilt – Das Spiel ist aus, wenn Du aufgibst! als Becky für Radina Kardzhilova
- 2012: Blue Lagoon – Rettungslos verliebt als Emmaline „Emma“ Robinson für Indiana Evans
- 2012: Girls Against Boys – Good Girls Pray, Bad Girls Slay als Shae für Danielle Panabaker
- 2012: On the Road – Unterwegs als Rita Bettancourt für Kaniehtiio Horn
- 2012: Silent Hill: Revelation als Suki für Heather Marks
- 2013: Blau ist eine warme Farbe als Maelisse für N. N.
- 2013: Conjuring – Die Heimsuchung als Andrea Perron für Shanley Caswell
- 2013: Der Medicus als Rebecca für Emma Rigby
- 2013: Mindscape als Susan für Antonia Clarke
- 2015: Laura wirbelt Staub auf als Laura für Émilie Dequenne
- 2015: Suite française – Melodie der Liebe als Celine Joseph für Margot Robbie
- 2015: Madame Marguerite oder die Kunst der schiefen Töne als Hazel für Christa Théret
- 2015: Die Tage unter Null als Lila für Carolina Jurczak
- 2015: Victor Frankenstein – Genie und Wahnsinn als Lorelei für Jessica Brown Findlay
- 2016: Ben Hur als Tirzah Ben Hur für Sofia Black-D’Elia
- 2016: Everybody Wants Some!! als Val für Dora Madison Burge
- 2016: The Light Between Oceans als erwachsene Lucy/Grace für Caren Pistorius
- 2017: Song to Song als Lykke für Lykke Li
- 2017: Der Maskenmann als Aurélie für Salomé Richard
- 2018: MILF – Ferien mit Happy End als Louise für Jéromine Chasseriaud
- 2019: Murder Mystery als Suzi Nakamura für Shioli Kutsuna
- 2019: Alles außer gewöhnlich als Shirel für Aloïse Sauvage
- 2023: Winnie the Pooh: Blood and Honey als Jessica für Natasha Rose Mills
- 2024: Force of Nature: The Dry 2 als Lauren für Robin McLeavy
- 2025: Mickey 17 als Dorothy für Patsy Ferran

### Serien
- 2010–2016: Inspector Banks (4 Episoden) als Tracy Banks für Lily Loveless
- 2011–2018: Die Brücke – Transit in den Tod (8 Episoden) als Laura Möllberg für Julia Ragnarsson
- 2013–2015: Hemlock Grove als Destiny Rumancek für Kaniehtiio Horn
- 2014: Dreimal Manon als Yaël für Oulaya Amamra
- 2015: Sühne als Akiko Takano für Sakura Andō
- 2016–2018: Marseille als Julia Taro für Stéphane Caillard
- seit 2016: The Night Manager (2 Episoden) als Mercedes für Marta Torné
- 2017–2018: Die Wege des Herrn als Emilie Krogh für Fanny Louise Bernth
- 2018: Das Boot als Carla Monroe für Lizzy Caplan
- 2018: Fiertés – Mut zur Liebe als Aurélie für Sophie Quinton
- 2020: Unorthodox als Leah Mandelbaum Schwarz für Alex Reid
- 2022–2023: Monster als Nina Fortner für Mamiko Noto
- 2024: The Tattooist of Auschwitz als Gita Furmanova für Anna Próchniak (Der Tätowierer von Auschwitz: Die wahre Geschichte des Lale Sokolov)

## Hörbücher und Hörspiele (Auswahl)
- 2014: Die Bestimmung (2) – Insurgent, Hörbuch nach Veronica Roth, Hörverlag, ISBN 978-3-8445-1654-8.
- 2014: Die Bestimmung (3) – Letzte Entscheidung, Hörbuch nach Veronica Roth, Hörverlag, ISBN 978-3-8445-1703-3.
- 2015: Die Bestimmung (1), Hörbuch nach Veronica Roth, Hörverlag, ISBN 978-3-8445-2172-6.
- 2016: Diese Fremdheit in mir, Hörspiel nach Orhan Pamuk, Hörverlag, ISBN 978-3-8445-2219-8.
- 2018: Ash Princess (1), Hörbuch nach Laura Sebastian, Hörverlag, ISBN 978-3-8445-3019-3.
- 2018: The Brightest Stars (1) – attracted, Hörbuch nach Anna Todd, Random House, ISBN 978-3-8371-4199-3.
- 2019: Das Mädchen im Eis – The Fourth Monkey, Hörspiel nach J. D. Barker, Random House, ISBN 978-3-8371-4545-8.
- 2019: Der Store, Hörspiel nach Rob Hart, Random House, ISBN 978-3-8371-4729-2.
- 2019: Lady Smoke (Ash Princess 2), Hörbuch nach Laura Sebastian, Hörverlag, ISBN 978-3-8445-3561-7.
- 2019: Wir träumten von Kuba (Die Kuba-Saga 2), Hörbuch nach Chanel Cleeton, Random House, ISBN 978-3-8371-4978-4.
- 2019: Bedlam Brotherhood (1) – Er wird dich finden, Hörbuch nach T. M. Frazier, Lübbe Audio, ISBN 978-3-96635-051-8.
- 2020: Bedlam Brotherhood (2) – Er wird dich bestrafen, Hörbuch nach T. M. Frazier, Lübbe Audio, ISBN 978-3-96635-054-9.
- 2020: Bedlam Brotherhood (3) – Er wird dich begehren, Hörbuch nach T. M. Frazier, Lübbe Audio, ISBN 978-3-96635-053-2.
- 2020: The Brightest Stars (2) – connected, Hörbuch nach Anna Todd, Random House, ISBN 978-3-8371-4254-9.
- 2022: Willkommen in Wisewood von Stephanie Wrobel, Hörbuch Hamburg (Mit Tanja Fornaro & Nora Jokhosha), ISBN 978-3-8449-3012-2 (Hörbuch-Download)
- 2023: Carley Fortune: Fünf Sommer mit dir, der Hörverlag, ISBN 978-3-8445-4879-2 (Hörbuch-Download)
- 2024: Carley Fortune: Nächsten Sommer am See, der Hörverlag, ISBN 978-3-8445-5120-4 (Hörbuch-Download)
- 2025: Carley Fortune: Dieser Sommer wird anders, der Hörverlag, ISBN 978-3-8445-5370-3 (Hörbuch-Download)

## Theaterrollen
- 2007: Wiebke in Der nackte Kaiser von Gerd Knappe, Regie: Andreas Steudtner, Hans Otto Theater, Potsdam[9]
- 2008: Stella in Endstation Sehnsucht von Tennessee Williams, Regie: Andreas Kleinert, Filmuniversität Babelsberg Konrad Wolf
- 2009: Beth in Lügengespinst von Sam Shepard, Regie: Lukas Langhoff, Filmuniversität Babelsberg Konrad Wolf[10]
- 2009: Luiza in Türkisch Gold von Tina Müller, Regie: Carsten Kochan, Hans Otto Theater, Potsdam[11]
- 2010: Aziza in Haram von Ad de Bont, Inszenierung: Julia Wissert, Oldenburgisches Staatstheater[12]
- 2010–2011: Anna/Dorothee von Schlotterstein in Der kleine Vampir von Angela Sommer-Bodenburg und Wolf-Dietrich Sprenger, Inszenierung: Ingo Putz, Oldenburgisches Staatstheater[13]
- 2011: Rockstarmanagerin in Hamstersterben von Christiane Kalss, Regie: Luzius Heydrich, Theater am Lend, Graz[14]
- 2012–2013: Lea in Fahrräder könnten eine Rolle spielen von Marianna Salzmann und Deniz Utlu, Regie: Lukas Langhoff, Ballhaus Naunynstraße, Berlin[15][16]
- 2013: Guide in Porn of Pure Reason von Markus Öhrn, Regie: Pekko Koskinen/Markus Öhrn, Volksbühne Berlin[17] sowie vom 13. bis zum 16. Juni 2013 auf dem internationalen Theaterfestival Helsinki[18]
- 2014–2015: Luiza in Türkisch Gold von Tina Müller, Inszenierung: Carsten Kochan, Hessisches Staatstheater Wiesbaden[19]
- 2014–2015: Gitarrenmann in Der Gitarrenmann / L’Homme à la guitare / The Guitar Man von Jon Fosse, Regie: Luzius Heydrich, Das Neue Theater am Bahnhof, Basel sowie im Aktéon Théâtre, Paris,[20] im Theater unterm Dach, Berlin[21] und im Etcetera Theatre, London-Camden[22]

## Filmografie
- 2006: Robert natürlich (Regie: Nicolas Flessa, Kurzfilm) als Jeanne[23]
- 2007: Buenos Aires (Regie: Dieter Berner, Kurzfilm) als Clara[24]
- 2007: Mit ohne Kondom (Regie: Isabell Šuba, Kurzfilm) als Frau[25]
- 2008: Tohu Wa Bohu (Regie: Michael Geithner, Kurzfilm) als Rike[26]
- 2008: Ich lieb dich nicht wenn du mich liebst (Regie: Nicolas Flessa, Kurzfilm) als Jeanne[27]
- 2008: Straight
- 2009: Krankheit der Jugend
- 2010: Die Leiden des werten Herrn S. (Regie: Kai Kolodziej, Kurzfilm) als erste Frau [28]
- 2012: Schlicht und Ergreifend (Regie: Karl Hagen-Stötzer, Kurzfilm, 26 min.) als Franka[29]
- 2012: A Aula de Alemão (portugiesisch, Regie: Janin Stenzel, brasilianischer Kurzfilm) als a Alemã
- 2012: The Style (Regie: Michael Geithner, Webserie, Episode 1, 12:18 min.) als Melanie[30]
- 2013–2014: Tönnemann (Regie: Matthias Bazyli, Webserie) als Rebecca „Becks“ Bittner[31]
- 2013–2014: Die Menschenliebe (Regie: Maximilian Haslberger, Dokumentarfilm, 99 min.) als Evelyn[32]
- 2014: ANAUS 1212518 (Regie: Maurice Taube, Kurzfilm) als junge Frau[33]
- 2015: Sleep Thief (Regie: Ksenia Sejenkova, Kurzfilm) als Livi[34]
- 2015: Paradise Punch (Regie: Gonçalo Trigo und Inês Sena, Kurzfilm) als Jackie[35]
- 2015: Young Guns: Daylight (Regie: Stuart Birchall, Musikvideo, 3:31 min.) als Girl[36]
- 2015/16: Berlin Metanoia (Regie: Erik Schmitt, Kurzfilm, 15 min.) als Passantin[37]
- 2017: Traumwandeln (Regie: Janin Stenzel, Showreelproduktion) als junge Frau[38]
- 2020: Easy Said Up High (Regie: Janin Stenzel, Kurzfilm, 21 min.) als Helen[39][40]
- 2020: Abgenabelt (Regie: Florian Schwarz, Webserie) als Hebamme Nele[41]

Anmerkung: Bei filmmakers.de gibt es zwei Showreels von Stenzel. Die dortigen Arbeitsproben sind kurze Trailer zu vielen ihrer Filme.

## Ehrungen
- 2009: Ensemble-Preis beim Schauspielschultreffen in Zürich für das Stück Lügengespinst[44] nach Sam Shepards A Lie of the Mind, deutsch von Michael Schindlbeck. Das geehrte Ensemble der Filmuniversität Babelsberg Konrad Wolf bestand neben Janin Stenzel aus Sebastian Brandes, Stella Hilb, Alina Levshin, Marleen Lohse, Florens Schmidt und Matthias Weidenhöfer. Regie führte Lukas Langhoff.[10]